# Fate/stay night: Unlimited Blade Works (сериал)
 Fate/stay night: Unlimited Blade Works — аниме-сериал жанра тёмного фэнтези режиссёра Такахиро Миуры, выпускавшийся студией ufotable в виде двух сезонов в периоды с 12 октября по 28 декабря 2014 года и с 5 апреля по 28 июня 2015 года на различных телеканалах Японии. Перерыв в трансляциях в один телевизионный сезон был связан с длительным процессом мультипликации с использованием компьютерной графики для получения наиболее качественного изображения. Суммарно было выпущено 26 серий картины, которая позже была лицензирована и в других странах.
Сериал является адаптацией сюжетной арки «Unlimited Blade Works» визуального романа Fate/stay night от компании Type-Moon и служит продолжением аниме Fate/Zero, выпущенного ufotable в 2011—2012 году. Сценарий произведения рассказывает историю участия японских школьников Эмии Сиро и Тосаки Рин в пятом состязании между магами, называемого «Войной Святого Грааля», произошедшей в городе Фуюки в начале 2004 года. В дополнение к материалу первоисточника его автором Киноко Насу был написан сценарий дополнительных сцен, раскрывавших предыстории отдельных персонажей. Композитором сериала выступил Хидэюки Фукасава, а разработкой дизайна персонажей и анимацией под контролем генерального директора Type-Moon Такаси Такэути занимались Томонори Судо, Ацуси Икария и Хисаюки Табата.
Критики высоко оценили качество сериала в различных аспектах, особенно выделяя итоговое качество визуального аспекта работы. В сценарном плане он был назван «первой правильной адаптацией» своего первоисточника, значительно превзошедшим одноимённые работы Studio Deen 2006 и 2010 годов, но уступившим Fate/Zero преимущественно из-за характера исходного материала. 10 октября 2015 года Fate/Stay Night: Unlimited Blade Works получил две награды от журнала Newtype, как лучший телевизионный аниме-сериал и за лучшую режиссёрскую работу в 2015 году, а песня «Brave Shine» в исполнении Aimer, использованная как открывающая композиция второго сезона, победила в номинации «Лучшая тематическая песня».

## Сюжет
Действие сериала разворачивается по фабуле сюжетной арки «Unlimited Blade Works» визуального романа Fate/stay night, повествующего о событиях пятого состязания между магами, именуемого «Войной Святого Грааля» (яп. 聖杯戦争 Сэйхай Сэнсо:), а также включает ряд дополнительных сцен по сравнению с первоисточником.
Ученик старшей школы Эмия Сиро десять лет назад едва не погиб в сильном пожаре, уничтожившим спальный район японского города Фуюки (яп. 冬木), где он проживал. От гибели его спас маг Эмия Кирицугу, который усыновил мальчика и скончался пять лет спустя. Всё это время Сиро, мучимый ответственностью перед погибшими в той катастрофе, на любительском уровне изучает магию и мечтает стать «защитником справедливости» (яп. 正義の味方 Сэйги но миката), осуществив тем самым заветную мечту своего приёмного отца. В один из дней конца января 2004 года Сиро случайно задерживается в своей школе и, возвращаясь домой, замечает странное сражение между двумя мужчинами, развернувшееся на спортплощадке. Стараясь не привлекать к себе внимание, Сиро пытается скрыться подальше от этого места, но ошибается и обнаруживается участниками битвы, один из которых бросается в погоню за юношей. В здании школы, где Сиро пытался скрыться от преследования, воин, вооружённый копьём, настигает и пронзает его сердце.
Спустя некоторое время школьник приходит в сознание и обнаруживает, что его рана неизвестным образом излечилась, а рядом с ним на полу лежит кулон с большим драгоценным камнем. Не став разбираться в причинах произошедшего, он отправляется к себе домой, где вновь подвергается атаке копейщика, от которого пытается отбиваться с помощью известной магии. В пылу битвы Сиро оказывается загнан в сарай собственного поместья, где, оказавшись в безвыходной ситуации, случайно призывает девушку-мечника, называющую его «Мастером» (англ. Master). Девушка немедленно вступает в сражение с копейщиком и прогоняет его из поместья, а затем бросается ко второму участнику битвы в школе, двигавшегося в сторону жилища Сиро, и атакует его. Однако рядом с ним Сиро замечает молодую девушку, в которой узнаёт учащуюся параллельного класса его же школы — Тосаку Рин. Юноша останавливает мечника, и в благодарность за это Рин решает объяснить ему происходящее. Из её рассказа Сиро узнаёт, что решением Святого Грааля был избран мастером и теперь должен вместе со своим «слугой» (англ. Servant) класса Сэйбер, которой оказалась призванный мечник, принять участие в войне между семью магами за право исполнения любого желания Святым Граалем. Слуги же оказываются материализованными духами героев прошлого, которые удерживаются в этом мире при помощи магической энергии Грааля и самого мастера, чьей целью является также исполнение желания. Рин советует Сиро отказаться от права участника и ведёт его в церковь к своему опекуну — католическому священнику Котоминэ Кирэю, но тот, признав в Сиро приёмного сына Кирицугу, рассказывает школьнику истинную причину пожара, погубившего его настоящую семью и всю округу, которой стали последствия предыдущей Войны Святого Грааля, где чаша досталась недостойному магу. Узнав правду, Сиро твёрдо решает принять участие в войне, дабы не повторить трагедию прошлого, но этим же настраивает против себя Тосаку Рин, ставшую, тем самым, его смертельным врагом.
Во время возвращения из церкви Сиро и Рин подвергаются атаке другой участницы войны — прибывшего из Германии потомственного мага Иллиясфиль фон Айнцберн со своим слугой класса Берсеркер (Berserker с англ. — «Берсерк»), но совместными усилиями Сэйбер и слуга Рин Арчер (Archer с англ. — «Лучник») обеспечивают своим мастерам отход. Во время расставания Рин предупреждает Сиро, что следующая их встреча станет для него последней. Тем не менее, через день Сиро решает в одиночку пойти в школу на занятия, где как ни в чём ни бывало встречает Рин, которая решает убить его при первой же возможности. Вечером того же дня она нападает на Сиро, но при погоне за ним сталкивается со слугой класса Райдер (Rider с англ. — «Всадник»), которая начала в школе некий магический ритуал. Сиро и Рин заключают перемирие вначале до нахождения ещё одного мастера в школе, которым оказывается одноклассник Сиро — Мато Синдзи. После смерти Райдер сотрудничество с Рин продолжается, на сей раз против Кастер (Caster с англ. — «Заклинатель»), высасывающей жизненную энергию из мирных горожан. В это же время выясняется, что Арчер по неизвестной причине питает глубокую личную неприязнь к Эмии Сиро и после одной из словесных перепалок с юношей даже пытался его убить, но был остановлен Сэйбер и получил приказ о ненападении от своего мастера.
Рин и Сиро продолжают тесное сотрудничество и в один из дней по инициативе девушки отправляются в город на прогулку, но подвергаются атаке Кастер, которая разрывает контракт Сэйбер со своим мастером. Стремясь вернуть слугу своего союзника, Рин решает без подготовки атаковать Кастер, но терпит неудачу, и на сторону противника добровольно переходит её слуга Арчер, который просит своего нового мастера лишь отпустить побеждённых. В поиске союзников Сиро и Рин отправляются к Иллиясфиль фон Айнцберн, но, достигнув её замка, видят как неизвестный восьмой слуга Гильгамеш, руководимый Мато Синдзи, вырывает сердце девочки после триумфа над Берсеркером. Возвращаясь обратно в город, Рин получает предложение от копейщика, оказавшегося слугой класса Лансер, помочь ей в битве против Кастер. Объединённая группа совместно наносит ей поражение при помощи повторного предательства Арчера своего нового мастера. Однако выясняется, что единственной целью Арчера в войне является убийство Эмии Сиро, поскольку сам Арчер и является Сиро, сумевшим реализовать свои мечты, но раскаявшимся в собственных идеалах. Сиро, проявив большую целеустремлённость, выходит победителем из схватки с Арчером, после чего противостоит Гильгамешу, решившему использовать содержимое Святого Грааля, в который превратил собственного мастера, для уничтожения «лишних людей», то есть большей части текущего населения Земли. Взяв над ним верх, Сиро и Рин уничтожают Святой Грааль, после чего уезжают в Лондон для дальнейшего обучения магии.

## Создание

### Концепция и утверждение проекта
В 2011 году к десятилетию коммерциализации компании Type-Moon её руководство приняло решение осуществить портирование своей первой полностью профессиональной работы — визуального романа Fate/stay night — на платформу PlayStation Vita, и в качестве одной из особенностей обновлённой версии игры создать анимированные ролики к каждой из сюжетных арок. Выполнение последнего было поручено студии ufotable в то время успешно занимавшейся экранизациями двух ранобэ компании — Kara no Kyoukai и Fate/Zero. На роль режиссёра этой работы главой студии Хикару Кондо был утверждён Такахиро Миура, принимавший участие в обоих предыдущих совместных проектах ufotable и Type-Moon в различных должностях. В ходе этой работы у Кондо родилась идея о возможности создания полноценной аниме-адаптации визуального романа несмотря на то, что к тому моменту уже существовали две экранизации игры, выполненные Studio Deen, и он сделал предложение генеральному директору Type-Moon Такаси Такэути, который дал согласие на подобный проект. Узнав о предварительной договорённости двух руководителей, к ним примкнул продюсер компании Aniplex Ацухиро Иваками, ранее также курировавший все совместные проекты ufotable и Type-Moon. К моменту проведения торжеств по случаю юбилея и официальному выпуску версии для PlayStation Vita будущий проект был предварительно согласован, и пост режиссёра-постановщика совместным решением вновь был доверен Такахиро Миуре.
Мнения руководителей проекта на начальном этапе сильно расходились о концепции будущего сериала, поскольку имелись различные предложения как по выбору основной истории, так и по необходимости точного следования первоисточнику. В исходном визуальном романе существовало три сюжетные арки — «Fate», «Unlimited Blade Works» и «Heaven’s Feel», отличавшимися различным фокусом на главных женских персонажах (Сэйбер, Тосаки Рин и Мато Сакуры, соответственно) и обособленными фабулами, которые были объединены лишь общим прологом. Ацухиро Иваками настаивал на экранизации сюжетной арки «Unlimited Blade Works» в виде логического продолжения событий предыдущего сериала студии ufotable Fate/Zero через развитие идей главного героя приквела Эмии Кирицугу его приёмным сыном Эмией Сиро. Это решение Иваками было продиктовано его уверенностью, что сюжет этой арки будет лучше представлен в формате сериала нежели полнометражного фильма, который уже был сделан по этой сюжетной арке в 2010 году Studio Deen. Кроме того, по словам Иваками, Такахиро Миура указывал, что в будущей работе предпочёл бы больше сосредоточиться на раскрытии характера Сиро как персонажа, а не связанных с ним девушек, ввиду чего продюсер Aniplex утвердился в своём выборе, поскольку центральной линией арки служило противостояние главного героя с Арчером на почве следования идеалам его отца.
Хикару Кондо и Такаси Такэути первоначально склонялись к повторной экранизации сюжетной арки «Fate», по которой существовал сериал 2006 года от Studio Deen. Мнение Кондо было продиктовано его желанием подчеркнуть черты характера Сэйбер, которые были затронуты в Fate/Zero, на его взгляд, в достаточно грубой форме. Однако ввиду того, что среди сотрудников студии не наблюдалось единства во мнениях о концепции работы, глава ufotable взял месячный перерыв на раздумья и в этот период пришёл к выводу, что «Fate» является базисной сюжетной аркой, которая служит введением в сеттинг всей одноимённой вымышленной вселенной. Кондо решил, что в будущей работе необходимо полностью продемонстрировать читателю пролог истории, а дальнейшее повествование выстроить в виде сериала на основе «Unlimited Blade Works», и кроме того как продолжение этого цикла создать серию полнометражных фильмов по сюжетной арке «Heaven’s Feel». Такаси Такэути же изменил свою исходную позицию из-за боязни возможных финансовых потерь, которые могли быть вызваны низким зрительским интересом к повторной экранизации «Fate», а также благодаря заверениям главного сценариста Type-Moon и создателя визуального романа Киноко Насу, что основы всей франшизы уже были раскрыты телевизионной аудитории в Fate/Zero и теперь можно сосредоточиться на других сюжетных арках. В итоге окончательным решением руководителей проекта стало утверждение экранизации сериала по сценарию «Unlimited Blade Works» в формате двух сезонов в суммарные 26 серий. Разработка дизайна персонажей и анимации была поручена Томонори Судо, Ацуси Икарии и Хисаюки Табате.

### Сценарий
Работа над сценарием будущего сериала велась под непосредственным надзором Киноко Насу, который на это время был освобождён Такаси Такэути от деятельности по проекту игры Fate/Grand Order, из-за чего были изменены сроки её выпуска. Генеральный директор Type-Moon считал, что только сам Насу способен был передать все идеи вложенные им в Сиро как персонажа, помочь правильно отразить их на экране и углубить восприятие публикой героя. Сам автор оригинального визуального романа, при этом отмечал, что не имел стремления к достижению максимального соответствия с первоисточником, поскольку ещё со времени экранизации Kara no Kyoukai убедился, что адаптация произведения в формат аниме неизбежно приводит к большим изменениям в восприятии отдельных сюжетных элементов и в расстановке акцентов между ними. Потому сценарист решил предоставить Такахиро Миуре большую свободу действий. По словам режиссёра картины, Насу только попросил его оставить в сериале как можно больше сцен повседневной жизни героев для лучшей демонстрации атмосферы оригинала и отражения внутреннего мира персонажей.
При работе над созданием сценария Миура исходил из идеи общности сериала с Fate/Zero, для чего в адаптацию в полном виде вошёл пролог визуального романа, который было решено сделать в виде двух 50-минутных серий от лица Рин и Сиро. Ацухиро Иваками был сильно обеспокоен возможными проблемами с вещателями из-за несоответствия стандартному 25-минутному формату, однако дал своё итоговое согласие на подобный ход. Также Миура стремился показать Эмию Сиро не как «праведного защитника справедливости», но отразить его внутренний надлом, приведший к такому образу действий персонажа. Этот подход был полностью поддержан Насу, рекомендовавшего представить главного героя как можно менее счастливым, чтобы выразить его глубокое внутреннее одиночество и неудовлетворённость настоящей жизнью, отчётливо проявляемые им лишь в сюжетной арке «Heaven’s Feel».

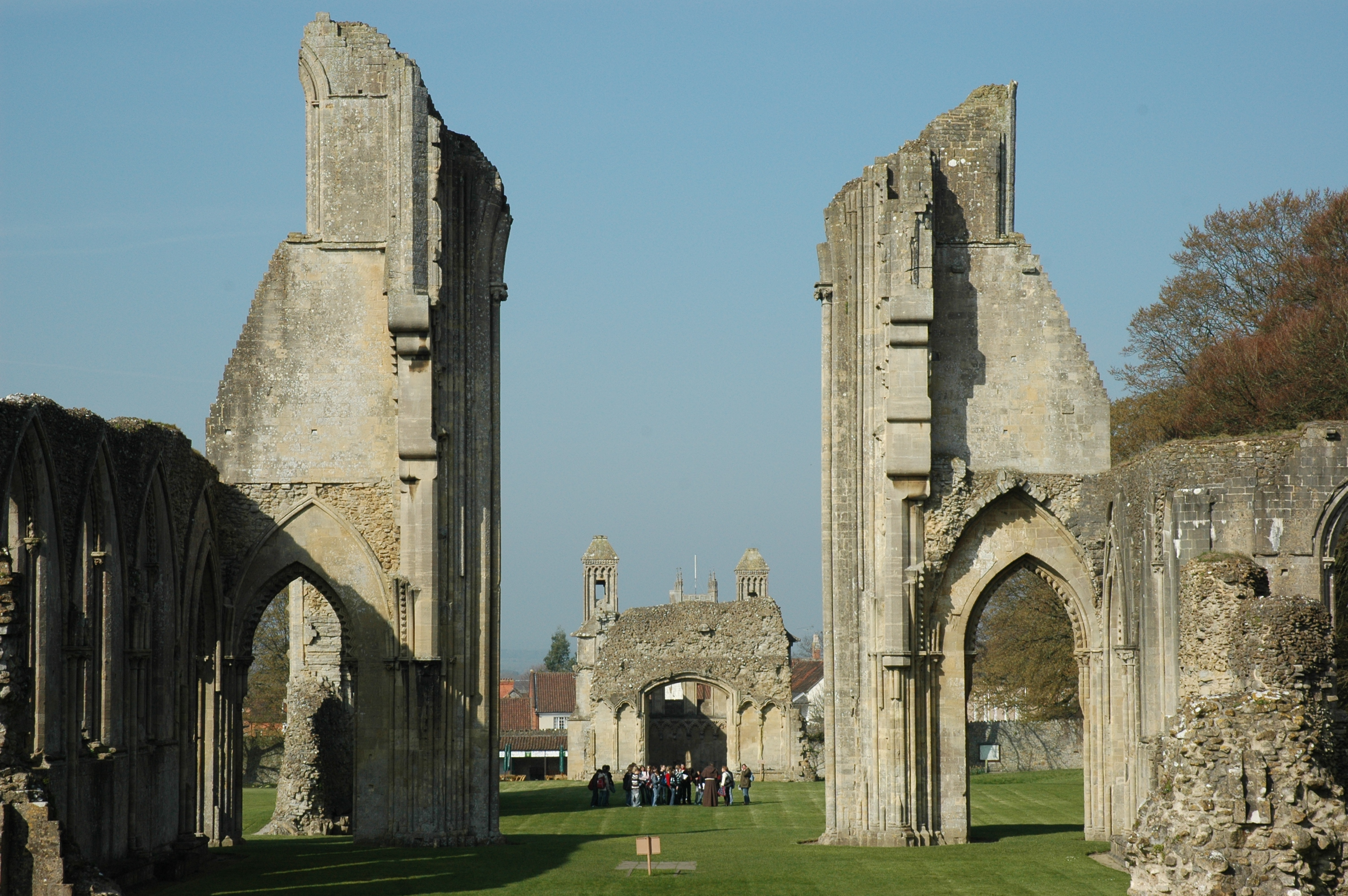
Руины аббатства Гластонбери, использованные в эпилоге сериала (в центре видна предполагаемая могила Короля Артура).

В итоге первый вариант предварительного сценария был вдвое сокращён режиссёром, и после согласования с Насу было решено ввести несколько дополнительных сцен, отсутствовавших в оригинале. По словам сценариста, основной проблемой адаптации стала передача кульминационного сражения между Сиро и Арчером, которое, в силу большого упора на внутренние размышления героев, не могло быть передано столь же ярко как в первоисточнике и, по мнению создателей, стало бы скучным для зрителей. По этой причине Насу самостоятельно переписал весь ход боя. Кроме того, поскольку формат визуального романа не ставил задачу демонстрировать мимическое проявление эмоций протагониста, только в ходе переработки этой сцены Насу сумел осознать и прописать необходимую гамму чувств главного героя для отражения её при анимации. По свидетельству Такаси Такэути, итоговое совещание между Насу и Миурой для утверждения сценария данной битвы длилось более пяти часов.
Поскольку ещё в момент утверждения было решено разбить сериал на два сезона, то перед Миурой стояла задача выбора сцены, завершавшей бы первую часть работы. Изначально с этой целью планировался детальный показ предыстории Иллиясфиль и Берсеркера, которая была бы продолжена в следующем сезоне с битвы между ними и Гильгамешем в замке фон Айнцбернов. Тем не менее, в итоге студия ufotable решила отказаться от этого сценарного хода, поскольку было сочтено, что из-за такой экспозиции зритель может потерять логику основной истории, сосредоточенной на Сиро, и предоставила саму эту сцену в ретроспективе во время сражения. В итоге первый сезон было решено завершить принудительным разрывом контракта между Сэйбер и Сиро. Сцена убийства Иллиясфиль Гильгамешем также была подвергнута изменению по сравнению с оригиналом, поскольку Миура решил представить на экране своё видение способности Гильгамеша — «Врата Вавилона». По просьбам фанатов Насу также написал сценарий одной серии, изображавшей историю призыва и перехода к другому мастеру Кастер, которая ранее не была отражена ни в одном другом произведении Type-Moon.
Выбор эпилога картины затянулся на три месяца, и в итоге Насу решил написать сценарий отдельной серии, повествующей о дальнейшем недалёком будущем Сиро и Рин, отправившихся на обучение в Лондон. Сценарист отмечал, что хотел сделать сериал самостоятельной работой без лишней недосказанности, поскольку в первоисточнике в этот же момент читателю уже предлагали знакомство с сюжетной аркой «Heaven’s Feel», а в сериале оставался слишком большой простор для домыслов. Кроме того Насу решил показать в эпилоге сцену посещения героями предполагаемой могилы Короля Артура, для чего он вместе с Такаси Такэути и Хикару Кондо отправились в командировку в Гластонбери для наиболее точной передачи места действия, при этом глава ufotable дополнительно провёл тщательную фотосъёмку прилегающей местности по просьбе команды аниматоров. Для демонстрации некоторых событий жизни Сиро и Рин в Лондоне в сюжет были добавлены параллели с другими ранобэ компании Type-Moon — Fate/strange fake и The Case Files of Lord El-Melloi II. После написания сценария финальной серии Кондо лично редактировал её текст для большего доминирования сцен действия над диалоговой частью.

### Анимация и дизайн

Сравнение дизайна сцены призыва Арчера в визуальном романе, сериале Studio Deen и сериале ufotable (сверху вниз).

Хотя Хикару Кондо не рассматривал сериал как чистый сиквел Fate/Zero, в момент утверждения бюджета будущего проекта он настоял на предоставлении ufotable средств для создания визуальной составляющей максимально высокого качества (фоновых изображений, прорисовки деталей, компьютерной графики), поскольку хотел превзойти планку предыдущих адаптаций продукции Type-Moon, не разочаровав при этом поклонников на фоне успеха предыдущего сериала. Особое внимание мультипликаторов было сосредоточено на производстве сцен сражений, на которые в сумме было потрачено более десяти тысяч рисунков раскадровки. Такая тщательность была вызвана желанием Кондо по аналогии с Fate/Zero сделать визуальную составляющую адаптации с использованием принципа тотальной анимации, которая существенно замедляла производственный процесс картины, из-за чего сериал и был разбит на два телесезона с интервалом выпуска в четыре месяца для проведения более тщательной работы над изображениями.
При работе над анимацией Миуре было поручено сделать «Fate для 2014 года», подразумевая качество проработки отдельных деталей, сохранив при этом оригинальный дизайн персонажей, который контролировал лично Такаси Такэути. Единственное изменение дизайна было сделано для учительницы Сиро — Тайги Фудзимуры — чей костюм был пересмотрен под реалии современной на тот момент моды. Сам Миура отмечал, что благодаря многолетнему опыту совместной работы с Type-Moon персонал ufotable не испытывал каких-либо трудностей с передачей стиля самого Такэути, а базовые принципы показа героев на экране были обговорены между Хикару Кондо и Киноко Насу ещё во время адаптации Kara no Kyoukai. Принимая это во внимание, компания Aniplex не проводила собственный надзор над качеством визуальной работы, поскольку, как отмечал Иваками, была уверенность в хорошем взаимопонимании ufotable и Type-Moon.

### Озвучивание
По словам исполнительницы роли Сэйбер Аяко Кавасуми, весь состав сэйю, который в неизменном виде существовал с экранизации Studio Deen и озвучивания визуального романа, узнал о старте нового проекта по Fate/stay night из новостей вместе с аудиторией. Причём долгое время представители ufotable из них не связывались ни с кем для согласования расписания в студиях звукозаписи, из-за чего среди актёров появился слух о полной смене набора сэйю. Лишь за несколько месяцев до старта озвучивания мультипликаторы вышли с ними на связь, оставив без изменений весь прежний состав.
Исполнители главных мужских ролей Нориаки Сугияма (Эмия Сиро) и Дзюнъити Сувабэ (Арчер) отмечали, что перед началом озвучивания у них имелось определённое напряжение, так как до этого с 2010 года они, поскольку не были задействованы в сериале Fate/Zero, играли этих же персонажей лишь в комедийных работах — сериале Fate/kaleid liner Prisma Illya и OVA Carnival Phantasm. По словам Сугиямы, это вынуждало их повторно осмыслять образы своих героев, хотя он и был рад вернуться к «стандартному Сиро». Сувабэ также подчёркивал, что ему больше подходил именно стиль драматической работы, поскольку он требовал от сэйю использования меньшего диапазона голоса. Сугияма, напротив, высказал, что режиссёр звукозаписи Studio Mausu Ёсикадзу Иванами вынуждал его длительно поддерживать эмоциональное возбуждение в голосе. Оба актёра, поскольку исполняли роль одного и того же человека, но различного возраста, в финальных сериях сериала сознательно копировали манеру и тембр речи друг друга (Сугияма — басовый, Сувабэ — баритон) для большего отождествления персонажей аудиторией. Кана Уэда, озвучивавшая Тосаку Рин, отметила, что, на её взгляд, по ходу истории её героиня влюбляется не в школьника Эмию Сиро, а в своего слугу Арчера, и старалась передать собственное видение этих отношений своей игрой. Игра Аяко Кавасуми также претерпела изменения по сравнению с предыдущими работами в серии Fate, поскольку она решила применить знания о собственном персонаже, полученные из сериала Fate/Zero.
Запись всего материала озвучивания обоих сезонов была произведена одновременно ещё до завершения создания полного видеоряда, поскольку Такахиро Миура стремился добиться максимального соответствия изображения звуковой дорожке и во время производства второго сезона корректировал мимику персонажей под готовые интонации и текст в исполнении сэйю.

## Выпуск
Впервые о начале производства нового сериала по Fate/stay night было объявлено 12 июля 2013 года главой студии Хикару Кондо, однако не уточнялось, какой именно сюжетной арке он будет посвящён. Лишь год спустя 27 июля 2014 года стало известно о деталях выпуска аниме: оно было разделено на два сезона, стартующих 4 октября 2014 года и в апреле 2015 года, и экранизировало вторую арку визуального романа.
28 сентября 2014 года состоялся одновременный премьерный показ пролога, озаглавленного как «серия 0», в Токио, Осаке, Токусиме, Лос-Анджелесе, Париже, Нюрнберге и Сеуле. Как и было запланировано, с 4 октября стартовали трансляции первого сезона, состоявшего из 12 серий, в телевизионном эфире каналов Tokyo MX, Nippon BS Broadcasting, Gunma TV и Tochigi TV, продолжавшиеся до 27 декабря. Второй сезон был подготовлен той же командой аниматоров и показан по тем же телеканалам в количестве тринадцати серий в период с 4 апреля по 27 июня 2015 года. Позднее сериал распространялся в сборнике из двух Blu-ray Disc (по одному телевизионному сезону на каждом) компанией Aniplex, ограниченное издание которого стало самым продаваемым диском аниме в марте 2015 года на территории Японии, опередив в два раза по числу реализованных копий экранизацию игры Kantai Collection и издание второго сезона Sword Art Online, заработав в итоге 12,7 миллионов долларов США только за первый сезон на этом носителе. Вторая концовка «Sunny Day» сюжетной арки «Unlimited Blade Works» визуального романа была выпущена в виде 10-минутной OVA-серии ко второму сезону в издании Blu-ray Disc. За пределами Японии сериал был лицензирован компаниями Dynit в Италии, Mighty Media — в Китайской Республике, Aniplex of America — в Северной Америке, Hanabee — в Австралии, MVM Films — в Великобритании.
10 октября 2015 года Fate/Stay Night: Unlimited Blade Works получил две награды от журнала Newtype, как лучший телевизионный аниме-сериал и за лучшую режиссёрскую работу в  2015 году.

## Музыка и радиопостановки
Композитором для обоих сезонов сериала Fate/stay night: Unlimited Blade Works студии ufotable выступил Хидэюки Фукасава. Поскольку в ходе создания картины Такахиро Миура хотел уделить большое внимание сочетанию музыкального сопровождения и происходящего на экране, Фукасава готовил саундтрек заранее, и лишь после этого режиссёр создавал постановку самих сцен, зачастую изменяя выбранные планы и динамику действия. Для первого сезона сериала было суммарно написано 230 композиций, а общее их число два обоих сезонов составило более четырёхсот штук, что существенно превосходило средний показатель для аниме-сериала формата 24 серий, где их количество равнялось 40—50 трекам. В качестве сопровождения сцен ретроспективы использовались две переработанные композиции Юки Кадзиуры из сериала Fate/Zero.
В течение всего первого сезона открывающей композицией служила песня «ideal white» в исполнении Масиро Аяно, для которой она стала первым синглом в карьере, во втором — «Brave Shine» Aimer. По словам Киноко Насу, выбор песен в такой последовательности был сделан, поскольку текст «Brave Shine» имел более драматическое содержание и создатели сериала решили, что он лучше подойдёт для подготовленного зрителя, нежели композиция Аяно, повествующая о светлом будущем. Первоначально Aimer предоставила на выбор две песни для использования в сериале, вторая из которых получила название «Last Stardust» и по решению Кондо и Миуры была включена в сцену битвы между Сиро и Арчером, поскольку хорошо подчёркивала, на взгляд сотрудников ufotable, характер Арчера.
Обе закрывающие композиции двух сезонов («Believe» и «Ring Your Bell», соответственно) были представлены группой Kalafina. Кроме того, в 12-й серии первого сезона была представлена очередная кавер-версия песни «This Illusion» из оригинального визуального романа, исполненная на сей раз LiSA. В 2015 году компанией Aniplex в качестве бонусных материалов к Blu-ray Disc были выпущены два альбома Fate/Stay Night [Unlimited Blade Works] Original Soundtrack, содержавшие основные музыкальные композиции сериала; также во второй альбом в качестве дополнения была включена радиопостановка Curtain Call ~LET US DRIVE TOGETHER~, озвученная Нориаки Сугияма (Эмия Сиро), Каной Уэдой (Тосака Рин) и Дайсукэ Намикавой (Уэйвер Вельвет) и рассказывавшая о жизни главных героев в Лондоне после событий сериала.
По итогам 2015 года песня «Brave Shine» получила награду от журнала Newtype как «Лучшая тематическая песня», а музыкальное сопровождение сериала заняло второе место в номинации «Лучший саундтрек», уступив лишь Aldnoah.Zero.
| №                   | Название                                                       | Автор(ы)                                      | Длительность |
| ------------------- | -------------------------------------------------------------- | --------------------------------------------- | ------------ |
| 1.                  | «Unlimited Blade Works»                                        | Хидэюки Фукасава                              | 5:30         |
| 2.                  | «Rin:Remembrance ~ Shoukan» (Rin:Remembrance～召喚)            | Хидэюки Фукасава                              | 2:35         |
| 3.                  | «Archer»                                                       | Хидэюки Фукасава                              | 3:11         |
| 4.                  | «Shirou:Akai Kioku ~ Invocation» (Shirou:赤い記憶～Invocation) | Хидэюки Фукасава                              | 2:01         |
| 5.                  | «Face to Face»                                                 | Хидэюки Фукасава                              | 1:01         |
| 6.                  | «Souls to Fight»                                               | Хидэюки Фукасава                              | 3:39         |
| 7.                  | «Storm»                                                        | Хидэюки Фукасава                              | 1:18         |
| 8.                  | «Vortex of Fate»                                               | Хидэюки Фукасава                              | 4:29         |
| 9.                  | «Rin's Melody»                                                 | Хидэюки Фукасава                              | 1:04         |
| 10.                 | «Daydream»                                                     | Хидэюки Фукасава                              | 1:45         |
| 11.                 | «A Sword, No Words»                                            | Хидэюки Фукасава                              | 1:52         |
| 12.                 | «Purple Shade»                                                 | Хидэюки Фукасава                              | 2:19         |
| 13.                 | «Into the Battles»                                             | Хидэюки Фукасава                              | 1:26         |
| 14.                 | «Arrow»                                                        | Хидэюки Фукасава                              | 0:33         |
| 15.                 | «Rin:my wish»                                                  | Хидэюки Фукасава                              | 1:00         |
| 16.                 | «Two Hearts»                                                   | Хидэюки Фукасава                              | 1:51         |
| 17.                 | «Reason to Kill»                                               | Хидэюки Фукасава                              | 1:25         |
| 18.                 | «Fist of desperate～Awakening»                                 | Хидэюки Фукасава                              | 4:27         |
| 19.                 | «Dark Glow»                                                    | Хидэюки Фукасава                              | 2:53         |
| 20.                 | «Unacceptable»                                                 | Хидэюки Фукасава                              | 1:56         |
| 21.                 | «Rule Breaker»                                                 | Хидэюки Фукасава                              | 3:43         |
| 22.                 | «Shirou:Nowhere to go»                                         | Хидэюки Фукасава                              | 2:03         |
| 23.                 | «Each Choices, Each Steps»                                     | Хидэюки Фукасава                              | 5:39         |
| 24.                 | «Far Away from You»                                            | Хидэюки Фукасава                              | 2:11         |
| 25.                 | «THIS ILLUSION»                                                | Хидэюки Фукасава, Number201, Кеита Хага, LiSA | 4:04         |
| 26.                 | «count it from zero»                                           | Юки Кадзиура                                  | 4:34         |
| 27.                 | «down in the zero»                                             | Юки Кадзиура                                  | 4:56         |
| Общая длительность: | Общая длительность:                                            | Общая длительность:                           | 73:25        |

| №                   | Название                                                   | Автор(ы)                       | Длительность |
| ------------------- | ---------------------------------------------------------- | ------------------------------ | ------------ |
| 1.                  | «Sorrow_UBW Extended»                                      | Хидэюки Фукасава, hil          | 2:11         |
| 2.                  | «Warfare Again»                                            | Хидэюки Фукасава               | 2:59         |
| 3.                  | «Untold Master»                                            | Хидэюки Фукасава               | 2:30         |
| 4.                  | «Suite : Illyasviel von Einzbern»                          | Хидэюки Фукасава               | 5:07         |
| 5.                  | «Overcome the Myth»                                        | Хидэюки Фукасава               | 6:12         |
| 6.                  | «Blue / Red»                                               | Хидэюки Фукасава               | 2:29         |
| 7.                  | «Blazing Ashes II»                                         | Хидэюки Фукасава               | 3:59         |
| 8.                  | «Murasaki no Ryuushi» (紫の粒子)                           | Хидэюки Фукасава               | 1:17         |
| 9.                  | «Ideal / Betrayal»                                         | Хидэюки Фукасава               | 2:33         |
| 10.                 | «Eirei no Shoutai» (英霊の正体)                            | Хидэюки Фукасава               | 2:48         |
| 11.                 | «Journey»                                                  | Хидэюки Фукасава               | 3:22         |
| 12.                 | «Ocean of Memories»                                        | Хидэюки Фукасава               | 2:28         |
| 13.                 | «Katsute no Yume» (かつての夢)                             | Хидэюки Фукасава               | 2:22         |
| 14.                 | «Kakuu no Eirei» (架空の英霊)                              | Хидэюки Фукасава               | 1:56         |
| 15.                 | «Shoutotsu / Chouetsu» (衝突/超越)                         | Хидэюки Фукасава               | 5:10         |
| 16.                 | «THIS ILLUSION_UBW Extended Instrumental»                  | Хидэюки Фукасава, Number201    | 2:42         |
| 17.                 | «into the night_UBW Extended»                              | Хидэюки Фукасава, KATE         | 1:21         |
| 18.                 | «Excalibur_UBW Extended» (約束された勝利の剣_UBW Extended) | Хидэюки Фукасава, KATE         | 0:54         |
| 19.                 | «EMIYA_UBW Extended» (エミヤ_UBW Extended)                 | Хидэюки Фукасава, James Harris | 4:56         |
| 20.                 | «Arata na Yoake_UBW Extended» (新たな夜明け_UBW Extended)  | Хидэюки Фукасава, Number201    | 2:48         |
| 21.                 | «will»                                                     | Хидэюки Фукасава               | 2:17         |
| 22.                 | «Fukaki Nemuri_UBW Extended» (深き眠り_UBW Extended)       | Хидэюки Фукасава, hil          | 3:56         |
| 23.                 | «Music for Promotion Video»                                | Хидэюки Фукасава               | 2:27         |
| 24.                 | «LAST STARDUST (soundtrack edit)»                          | Масахиро Тобинаи, Aimer        | 4:20         |
| Общая длительность: | Общая длительность:                                        | Общая длительность:            | 73:04        |

## Критика

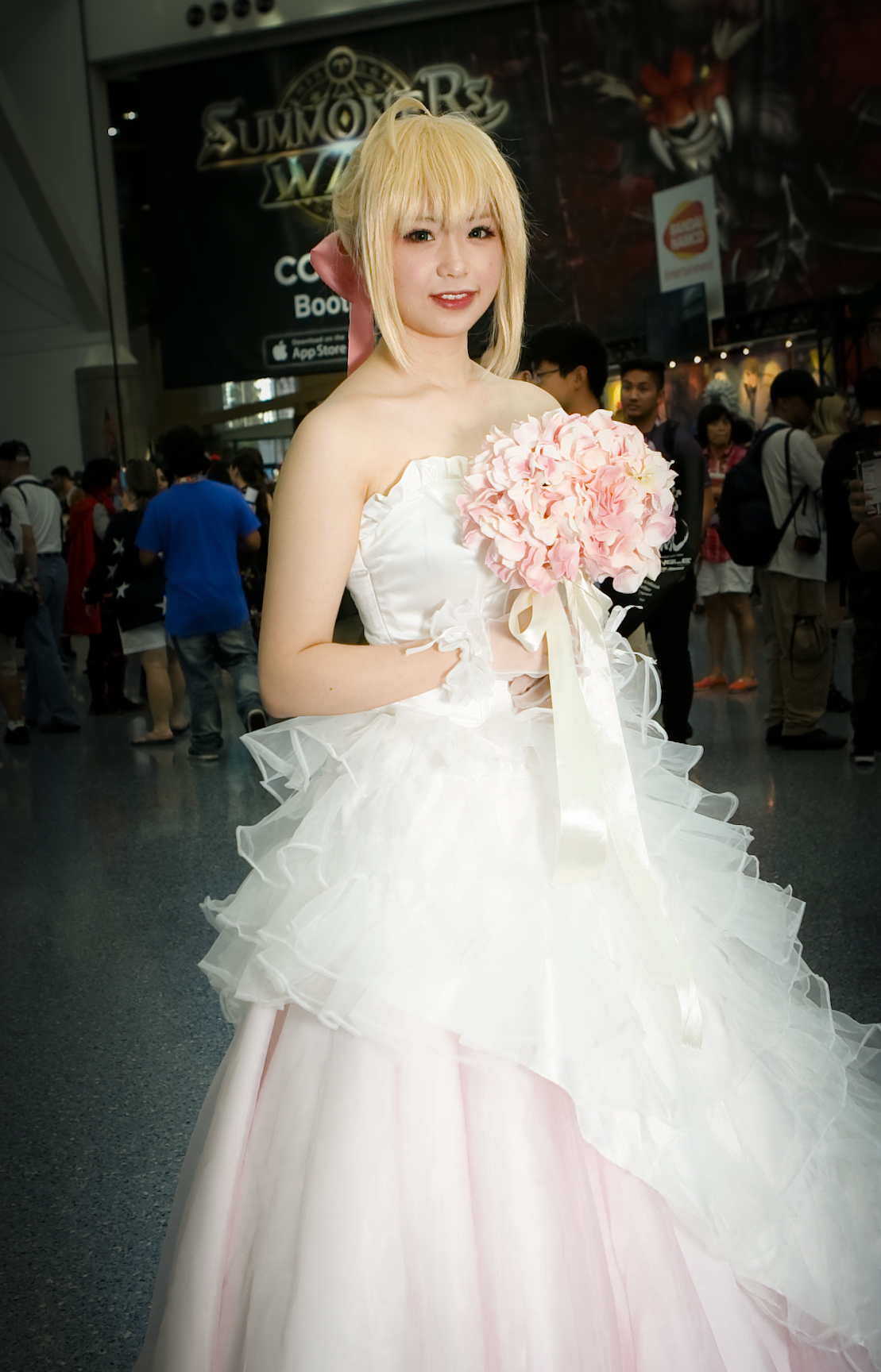
Косплей Сэйбер в костюме из сюжетной арки «Unlimited Blade Works»

Сериал Fate/stay night: Unlimited Blade Works получил высокие оценки рецензентов, называвших его ещё до премьеры по телевидению самым ожидаемым аниме конца 2014 года на фоне общей популярности франшизы Fate и успеха предыдущей экранизации студии ufotable Fate/Zero. В этой связи, многие обозреватели проводили параллели между этими двумя сериалами как с точки зрения экранизации первоисточника, так и качества изображения.
Критики высоко оценили качество анимации сериала, так например, обозреватель интернет-портала Kotaku Ричард Эйсенбейс отметил особо тщательную прорисовку фонов и персонажей, в том числе находящихся на периферии фокуса сцены, плавность переходов между отдельными кадрами и выбранную гамму цветов, создающую кинематографический эффект, что выходило за рамки принятых в те годы шаблонов аниме-индустрии и превосходило даже прежние работы ufotable. В дополнение к этому, Ник Кример из Anime News Network выделил тонкую работу художников с компьютерной графикой спецэффектов, которая привела к увеличению зрелищности, реализма полученных повреждений и физики разрушений в боевых сценах. Крис Беверидж в своей рецензии для The Fandom Post назвал «прекрасными» все без исключения визуальные аспекты адаптации — от передачи оригинального дизайна персонажей до качества контурной обводки и использованного цветового градиента. Ричард Эйсенбейс также указывал, что из-за существенно возросшего по сравнению с другими экранизациями продукции Type-Moon бюджета картины в фанатской среде она получила прозвище Unlimited Budget Works с англ. — «Неограниченный бюджет работает». По мнению обозревателей The Fandom Post, ufotable отважились на такие траты, прекрасно осознавая высокую покупательную способность поклонников вымышленной вселенной Fate и высокий потенциал к окупаемости одного из «самых заметных произведений японской популярной культуры 2000-х годов». Габриэлла Икинз из Anime News Network положительно оценила и работу Такахиро Миуры по постановке повседневных сцен, которые при помощи умелого использования музыки, расположения деталей в кадре и выбора источника света на изображении смотрелись достаточно оживлёнными и ярко передавали эмоции героев.
Музыкальное сопровождение было единодушно признано незапоминающимся, но создающим необходимую атмосферу в драматических или комических сценах. Тем не менее, Крис Беверидж всё же отметил открывающие и закрывающие композиции сезонов, охарактеризовав их как «обладавшими собственной магией и теплотой». Японское озвучивание было признано выполненным на высоком уровне, в особенности была отмечена работа сэйю Каны Уэды, озвучивавшей Тосаку Рин. Габриэлла Икинз также выделила работу Хироси Камии в роли Мато Синдзи.
Мнения критиков разошлись в оценке пригодности данной экранизации для первичного знакомства с вымышленной вселенной Fate. Некоторые обозреватели высказывали предположения, что для понимания происходящего на экране необходимо иметь знания о других сюжетных арках визуального романа и приквела Fate/Zero, на основании чего Габриэлла Икинз сочла сериал, и в особенности его финальную серию, «скрупулёзно адаптированной химерой, которой смогут насладиться лишь фанаты франшизы». Ник Кример отметил ряд существенных трудностей для новых зрителей, но всё же посчитал возможным разобраться в деталях вымышленной вселенной по ходу просмотра сериала. Зак Берчи из Anime News Network расценил сериал как достаточно понятный неподготовленному зрителю, но указывалось, что сценарий адаптации «не ставит своей целью проводить аудиторию за руку по всем базовым понятиям вселенной».
Обозреватели положительно отметили выбранный 50-минутный формат двух первых серий аниме, раскрывающих события пролога от лица Рин и Сиро, соответственно, который позволил дополнительно раскрыть детали характеров и предысторий обоих главных героев и кратко ознакомить зрителя с сеттингом и правилами Войны Святого Грааля. Причём, по мнению Мартина Терона из Anime News Network, демонстрация одних и тех же событий глазами двух разных персонажей гораздо лучше отражала их мотивы и цели в войне, нежели это было представлено в сериале Studio Deen. Кроме того увеличенная продолжительность некоторых серий сериала, по мнению тех же обозревателей, позволила избежать включения ненужных филлеров или излишнего сжатия сюжета, как то случилось в одноимённом анимационном фильме 2010 года. Однако, на взгляд Габриэллы Икинз, это привело к растягиванию сцен на несколько серий во втором сезоне, что вызывало чрезмерное замедление продвижения сюжета. Новые по сравнению с визуальным романом сцены были восприняты критиками положительно, как и саспенс кульминационных серий. Диалоги и размышления главных героев были признаны в некоторых сценах превалирующими над действием, из-за чего у некоторых обозревателей возникло ощущение их затянутости. Ник Кример акцентировал внимание на большей простоте действия сериала по сравнению с Fate/Zero и сильной сосредоточенности, в особенности второго сезона, на идейном конфликте Сиро и Арчера. По мнению Габриэллы Икинз, это являлось одной из проблем сериала, перешедших из первоисточника, в котором все персонажи этой арки являлись лишь статистами для демонстрации отличительных черт Сиро и Арчера.
Сам образ Эмии Сиро, по оценкам критиков, оказался раскрыт существенно лучше по сравнению с аниме-сериалом 2006 года, приобрёл глубину и мотивацию и даже заставил сопереживать ему скептически настроенных обозревателей, тем не менее отсутствие необходимого количества внутренних монологов делало некоторые реакции главного героя не до конца понятными аудитории. Сэб Рейд из британского онлайн-журнала UK Anime Network положительно отметил раскрытие образа Арчера, сравнив его с типажом ранних ролей Шона Коннери, и восторженно — созданный визуально и благодаря озвучиванию образ Тосаки Рин. В дополнение было отмечено, что в отличие от экранизации Studio Deen Рин не была представлена как типичная представитель модели поведения цундэрэ, а также со стороны режиссёра отсутствовала целенаправленная подача Сиро и Рин как возможной любовной пары, что проявилось в ощущении естественности возникновения между ними романтических чувств. Крис Беверидж также указывал, что ему больше понравилась Рин в качестве главной героини, нежели Сэйбер в экранизации 2006 года, поскольку Тосака отчётливее демонстрировала развитие собственного характера по ходу произведения. Тем не менее, истории второстепенных персонажей, по ряду мнений, остались без должного внимания и выпадали из повествования на излишне большое количество серий. Часть рецензентов связали этот недостаток с невозможностью адекватной адаптации исходного визуального романа, в котором общая картина и истории всех героев разбиты на несколько независимых сюжетных арк.
В целом, всеми обозревателями сериал был признан рекомендованным к просмотру, но отмечалось, что в плане музыки, постановки действий и качества первоисточника он всё же уступает Fate/Zero. Тем не менее, Крис Беверидж высказал, что с интересом предпочёл бы, чтобы Type-Moon сосредоточилась на развитии совместной истории Рин и Сиро в Лондоне вместо выпуска очередных сезонов Fate/kaleid liner Prisma Illya, а сам сериал Fate/stay night: Unlimited Blade Works назвал «первой правильной адаптацией» исходного визуального романа.